# Ямщинское сельское поселение
Ямщинское се́льское поселе́ние — упразднённое муниципальное образование в Инсарском районе Мордовии Российской Федерации.
Административный центр — село Ямщина.

## История
Статус и границы сельского поселения установлены Законом Республики Мордовия от 28 декабря 2004 года № 119-З «Об установлении границ муниципальных образований Инсарского муниципального района, Инсарского муниципального района и наделении их статусом сельского поселения, городского поселения и муниципального района».
Упразднено в 2020 году с включением всех населённых пунктов в Русско-Паевское сельское поселение (сельсовет).

## Население
| 2002 | 2010 | 2012 | 2013 | 2014 | 2015 | 2016 |
| ---- | ---- | ---- | ---- | ---- | ---- | ---- |
| 329  | ↘270 | ↘260 | ↘259 | →259 | ↘243 | ↘229 |
| 2017 | 2018 | 2019 | 2020 |      |      |      |
| ↘223 | ↘217 | ↘212 | ↘208 |      |      |      |

## Состав сельского поселения
| № | Населённый пункт | Тип населённого пункта | Население |
| - | ---------------- | ---------------------- | --------- |
| 1 | Свобода          | посёлок                | ↘1        |
| 2 | Ямщина           | село                   | ↘269      |